# Venerabile Arciconfraternita di Sant'Anna de' Parafrenieri

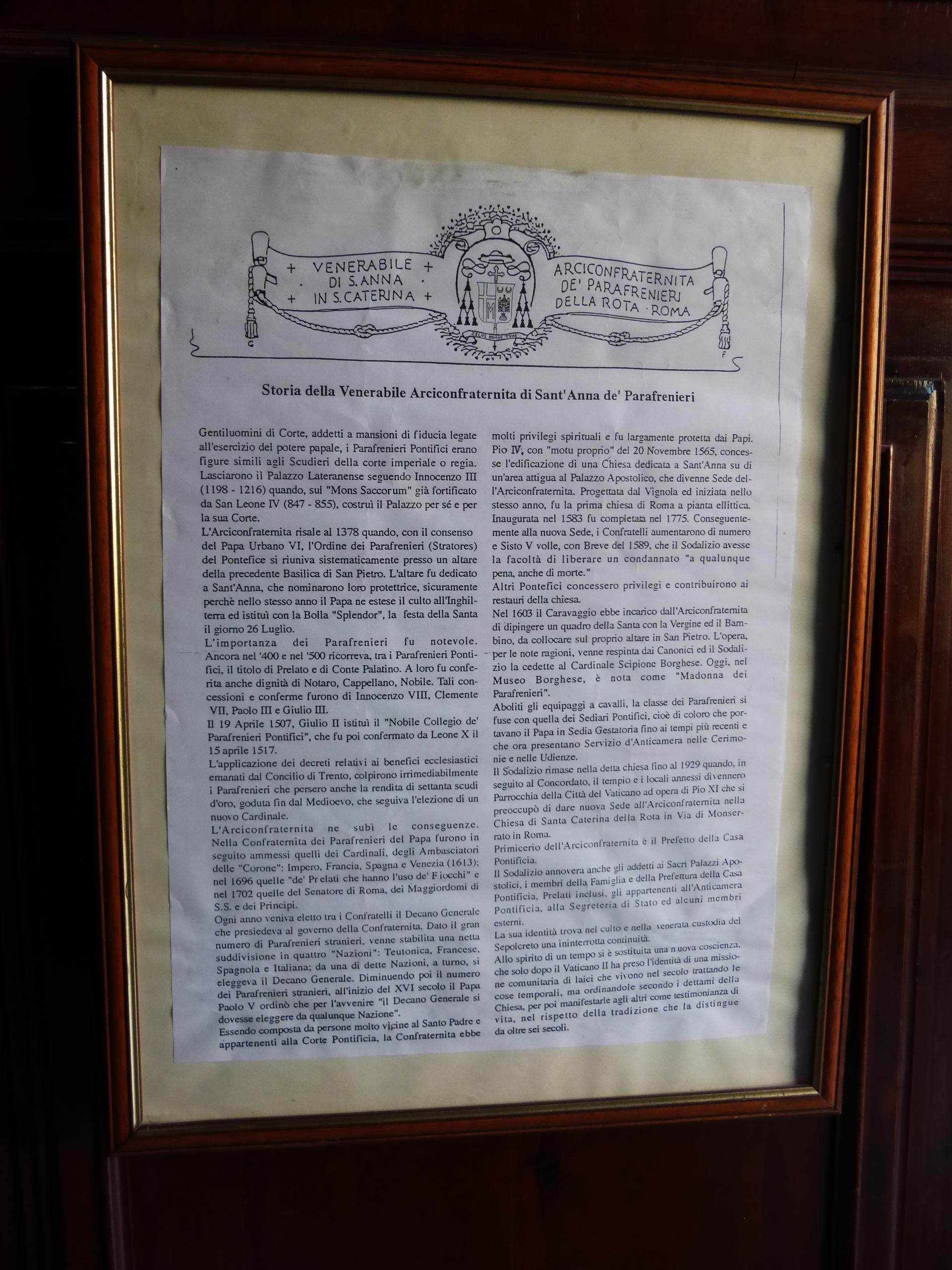
Storia dell'Arciconfraternita in Santa Caterina della Rota

La Arciconfraternita Vaticana di Sant'Anna de' Parafrenieri è un'antica e prestigiosa arciconfraternita vaticana, operante in Roma sin dal 1378 e voluta dai Parafrenieri pontifici. È di probabile precedente fondazione, ed è retta dalla Prefettura della Casa Pontificia nella persona del primicerio che è il Prefetto della Casa Pontificia. L'arciconfraternita è composta dai membri dell’anticamera pontificia, da eminenti personalità della Casa Pontificia e da appartenenti ai dicasteri della Curia Romana. Il governo dell'arciconfraternita è affidato al decano generale.
È una delle più antiche arciconfraternite dell'Urbe ancora attiva.

## Storia
Gli antichi Parafrenieri e gli Sediari pontifici, insieme agli altri membri e dignitari della Corte pontificia da tempo immemorabile veneravano quale loro patrona Sant'Anna. Già dal 1378 con la bolla "Splendor" di papa Urbano VI, iniziarono a riunirsi per le proprie celebrazioni in una cappella all'interno della precedente basilica di San Pietro in Vaticano, appositamente intitolata alla loro santa protettrice. Nel 1506, papa Giulio II approvò definitivamente i loro statuti, mentre nel 1565 papa Pio IV, concesse loro di edificare una chiesa dedicata a Sant'Anna presso un terreno adiacente a San Pietro.
Il progetto del nuovo tempio, venne affidato al noto architetto emiliano Jacopo Barozzi da Vignola, e le fabbriche vennero dirette fino al 1574 dal figlio Giacinto. Nel 1581 i lavori subirono un arresto dovuto prevalentemente dalle nuove direttive scaturite dal Concilio di Trento, che abolì molti dei privilegi accordati dai pontefici ai Parafrenieri. Comunque la chiesa fu solennemente inaugurata con la sua consacrazione nel luglio del 1583, senza che il progetto del Vignola fosse ultimato.
Esteriorizzazione del prestigio di cui godevano all'interno della Corte Pontificia i Parafrenieri, la chiesa di Sant'Anna è uno splendido esempio di struttura a pianta ellittica, assolutamente nuova nel panorama architettonico romano del Cinquecento. Negli anni successivi subì ulteriori miglioramenti funzionali ed abbellimenti, ai quali parteciparono numerosi artisti tra i quali Alessandro Specchi, Francesco Moderati, Giandomenico Navone e Giovanni Battista De Rossi.

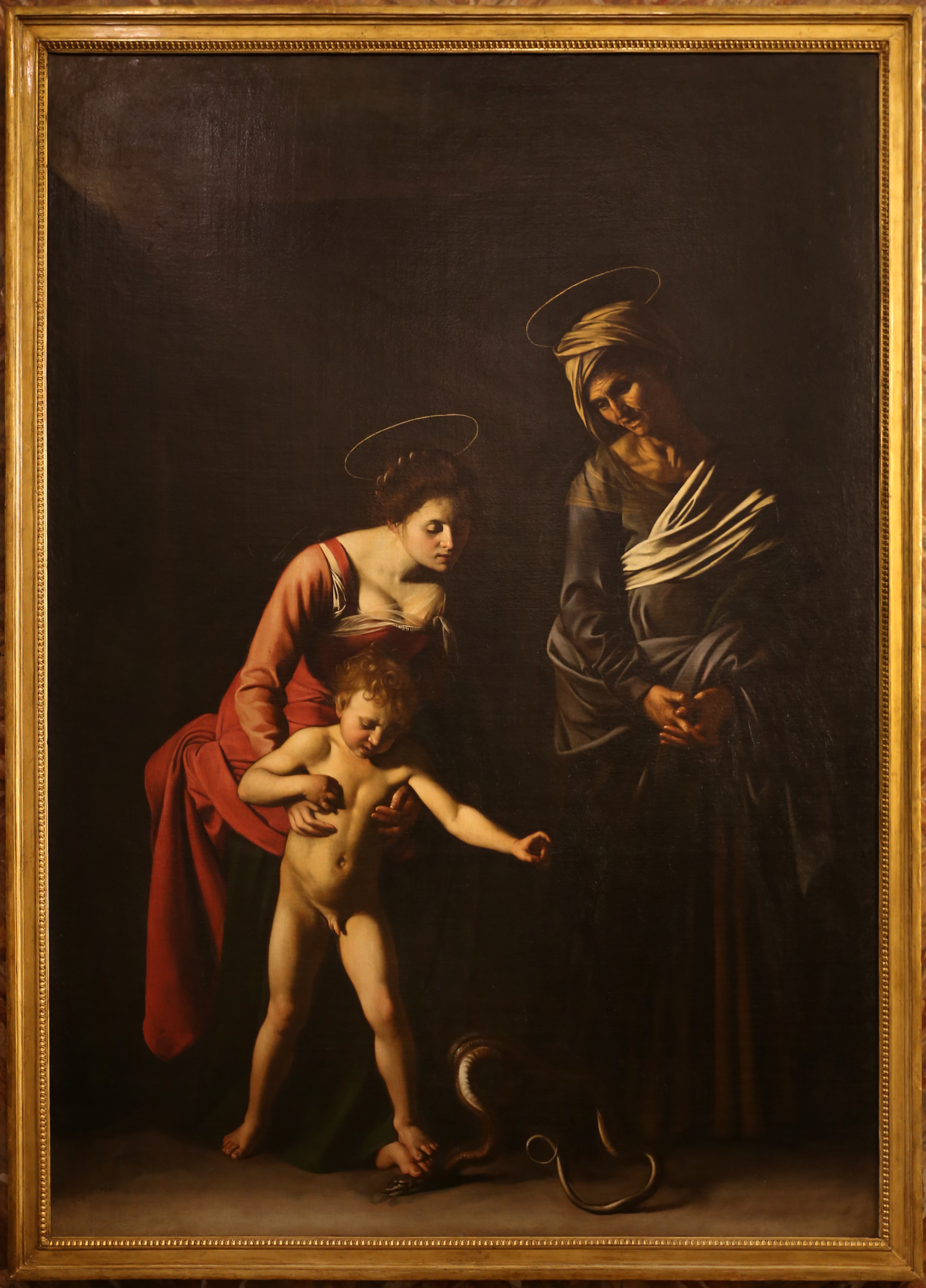
La Madonna dei Palafrenieri di Caravaggio

Per abbellire l'altare maggiore della nuova chiesa, il 31 ottobre 1605 i Parafrenieri commissionarono a Caravaggio un dipinto che rappresenta la Vergine Maria con Gesù alla presenza di Sant'Anna. L'opera, universalmente nota come Madonna dei Palafrenieri, fu consegnata l'8 aprile 1605. Ma rimase sull'altare pochi giorni o, comunque, meno d'un mese. Infatti il dipinto fu rifiutato dai committenti, perché lo 'ius patronatus' sugli altari nella nuova basilica era stato abolito. I confratelli decisero di vendere la tela del Caravaggio al cardinale Scipione Borghese. Non sono attendibili altre notizie in merito a tale alienazione. Molto interessante, invece, fu la realizzazione da parte dell'artista, del piede di Gesù che poggia su quello della Madonna che, a sua volta, schiaccia la testa del serpente. Si trattava di risolvere in positivo la discussione tra cattolici e protestanti circa i ruoli di Maria ("Ipsa") e di Gesù ("Ipse") nella sconfitta del demonio.
Nel 1931, dopo lunghi secoli, l'antica arciconfraternita ebbe una nuova sede con l'entrata in vigore dei Patti lateranensi. La chiesa di Sant'Anna in Vaticano infatti divenne parrocchia del nuovo Stato; per tale motivo, papa Pio XI assegnò quale nuova sede dell'arciconfraternita la chiesa di Santa Caterina della Rota con annessa canonica, nei pressi di piazza Farnese.

## Curiosità
Stante l'influenza che i Parafrenieri avevano nella Corte Pontificia, il pontefice Paolo V concesse alla Confraternita il privilegio di liberare, in occasione della festa della loro santa patrona, un condannato a morte.
L'arciconfraternita era famosa, nella Roma papalina, per la cosiddetta processione delle panze, cioè delle partorienti, che si svolgeva il 26 luglio, giorno della festa liturgica di sant'Anna, perché invocata in Urbe insieme alla Vergine per propiziare il buon parto. Muovendo solennemente dalla chiesa di Santa Maria in Portico in Campitelli, la processione procedeva al rullo di tamburi, scortata dalle Milizie pontificie, avendo in testa il Vessillo di Santa Romana Chiesa, condotto dalle Lance spezzate per concessione del Pontefice come privilegio a Parafrenieri e Sediari, per marcare la loro vicinanza al Papa; seguivano le partorienti, in due lunghe file, avvolte in un manto (da cui il termine popolare di ammantate), ed in successione tutti membri della Confraternita dei Parafrenieri che montavano a cavallo. Chiudeva la processione la statua raffigurante la Vergine e sant'Anna portata a spalla dagli Sediari pontifici in abito di Sala (oggi il simulacro è conservato nella chiesa di Santa Caterina della Rota), seguita dal popolo romano, separato dalla imponente macchina processionale mediante due file di Capotori in uniforme di gala. Quando il lungo corteo giungeva sul ponte Sant'Angelo il cannone di Castello salutava la Vergine con colpi a salve. La processione proseguiva verso la chiesa di sant'Anna in Vaticano, terminando nella sede della Confraternita.